# Josyp Krasyckyj
Josyp Krasyckyj, cyrilicí Йосип Красицький, též Josyf Krasyckyj, Йосиф Красицький (1828 – 8. prosince 1908), byl rakouský řeckokatolický duchovní a politik rusínské (ukrajinské) národnosti z Haliče, ve 2. polovině 19. století poslanec Říšské rady.

## Biografie
Zasedal jako poslanec Haličského zemského sněmu.
Byl taky poslancem Říšské rady (celostátního parlamentu), kam usedl v prvních přímých volbách roku 1873, za kurii venkovských obcí v Haliči, obvod Brody, Kamionka atd. V roce 1873 se uvádí jako Josef Krasicki, řeckokatolický farář, bytem Derniv. V parlamentu zastupoval provládní rusínský blok. Ten v roce 1873 čítal 15–16 poslanců (jeden poslanec, Stepan Kačala, kolísal mezi rusínským a polským táborem). Krasyckyj náležel mezi deset rusínských poslanců z řad řeckokatolického kléru. Rusíni zpočátku v roce 1873 tvořili jen volnou skupinu, která v parlamentu vystupovala jako spojenec německorakouské centralisticky a liberálně orientované Ústavní strany. Brzy však vznikl samostatný Rusínský klub. Jako člen Rusínského klubu se uvádí i v roce 1878. Ve volbách roku 1879 mandát neobhájil.